# 高碘酸
高碘酸是碘的最高含氧酸，其中碘以+7氧化态存在。它可以以两种形式存在：化学式为H5IO6的正高碘酸和化学式为HIO4的偏高碘酸。
高碘酸由海因里希·古斯塔夫·马格努斯和CF Ammermüller于1833年发现。

## 合成
现代工业规模生产涉及碘酸钠溶液在碱性条件下的氧化，或者在PbO
2阳极上进行电化学氧化，或者通过氯处理：
IO−
3 + 6 HO−
 - 2 e−
 → IO5−
6 + 3 H
2O       （为方便省略抗衡离子）       E° = -1.6 V
IO−
3 + 6 HO−
 + Cl
2 → IO5−
6 + 2 Cl−
 + 3 H
2O
原高碘酸在减压下加热至100℃可脱水得到偏高碘酸。
H
5IO
6 ⇌ HIO
4 + 2 H
2O
进一步加热至约150 °C得到五氧化二碘（I
2O
5），而不是预期的酸酐［七氧化二碘（I
2O
7）］。偏高碘酸也可由各种正高碘酸盐经稀硝酸处理制得。

## 性质
正高碘酸有多個酸解离常数。 偏高碘酸的pKa尚未确定。
H
5IO
6 ⇌ H
4IO−
6 + H+
,      pKa = 3.29
H
4IO−
6 ⇌ H
3IO2−
6 + H+
,      pKa = 8.31
H
3IO2−
6 ⇌ H
2IO3−
6 + H+
,      pKa = 11.60
存在两种形式的高碘酸，因此形成两种类型的高碘酸盐。例如，偏高碘酸钠NaIO4可以由HIO4合成，而正高碘酸钠Na5IO6可以由H5IO6合成。

### 结构
正高碘酸形成单斜晶体（空间群P21/n），由一个轻微变形的IO
6八面体通过桥接氢相互连接组成。五个I-O键距离在1.87-1.91 Å范围内，一个I-O键距离为 1.78 Å。
偏高碘酸的结构还包括IO
6八面体，但是它们通过顺共棱与桥氧连接形成一维无限链。

## 反应
像所有高碘酸盐一样，高碘酸可用于裂解各种1,2-双官能团化合物。高碘酸会将邻二醇裂解成两个醛或酮片段（马拉普拉德反应）。
这可用于确定碳水化合物的结构，因为高碘酸可用于打开糖环。该过程通常用于用荧光分子或其他标签（如生物素）标记糖类。由于该过程需要连位二醇，因此高碘酸盐氧化通常用于选择性标记RNA的 3'-末端（核糖具有连位二醇）而不是DNA，因为脱氧核糖没有连位二醇。
高碘酸也被用作中等强度的氧化剂，例如在仲烯丙醇的Babler氧化反应中，通过化学计量的正高碘酸与催化剂PCC将其氧化成烯酮。